# Cerkiew Zaśnięcia Matki Bożej w Moskwie (Chamowniki)
Cerkiew Zaśnięcia Matki Bożej – prawosławna cerkiew w Moskwie, w Chamownikach, w strukturach dekanatu centralnego eparchii moskiewskiej miejskiej Rosyjskiego Kościoła Prawosławnego.

## Historia
Pierwsza wzmianka o świątyni na miejscu obecnie istniejącej cerkwi pochodzi z 1560. Aktualnie czynna budowla sakralna została wzniesiona w latach 1799–1806, z fundacji W. Tutomlina, w stylu klasycystycznym według projektu działającego w Rosji francuskiego architekta Nicolasa Legranda.
Świątynia była czynna do 1932, gdy została odebrana prawosławnej parafii i zaadaptowana na zakład budowlano-montażowy, przez co poważnie przekształcono jej wnętrze. Zniszczono również cerkiewne kopuły z krzyżami.
Budowla nie została po upadku ZSRR zwrócona Rosyjskiemu Kościołowi Prawosławnemu. Miejscowa wspólnota korzystała jedynie z bocznego ołtarza św. Mikołaja. Cały budynek stał się własnością parafii w 2000.